# Dick Clark
Pour les articles homonymes, voir Clark.
Richard Wagstaff Clark, né le 30 novembre 1929 à Mount Vernon (État de New York, États-Unis), et mort le 18 avril 2012 à Santa Monica (États-Unis), est un présentateur vedette de la télévision américaine, producteur et acteur américain.
Surnommé « The World's Oldest Teenager » (en français : « Le plus vieil adolescent du monde »), Clark est récipiendaire de très nombreuses récompenses, Emmy Award et  Peabody Award. Il est surtout connu du public pour avoir présenté l'émission musicale American Bandstand et animé Dick Clark's New Year's Rockin' Eve, émission télévisée annuelle des festivités du jour de l'an du réseau ABC en direct de Times Square à New York.

## Biographie

### Jeunesse et formation
Dick Clark naît à Mount Vernon et est scolarisé à la A.B. Davis High School. Durant son adolescence, il effectue un petit boulot au service courrier de la station de radio locale WRUN, qui appartient à son oncle Bradley Barnard. Clark étudie l'administration des affaires à l'université de Syracuse et travaille comme disc jockey pour la station de radio du campus. Il présente également une émission consacrée à la musique country diffusée par la station locale WOLF. Sorti diplômé de l'université en 1951, il effectue un emploi d'été pour WRUN, où il lit le bulletin météo et les nouvelles.

### Début de carrière
Dick Clark débute à la télévision en animant Cactus Dick and the Santa Fe Riders, une émission musicale diffusée par la chaîne de télévision locale WKTV couvrant la région d'Utica dans l'État de New York. Il se fait appeler Dick Clay à l'antenne pour éviter d'être confondu avec son père. Celui-ci l'aide à décrocher un emploi à Philadelphie. Engagé par la station de radio WFIL en 1952, il présente l'émission Dick Clark's Caravan of Music,.

### American Bandstand
En 1956, Dick Clark remplace Bob Horn, le présentateur de l'émission musicale Bandstand, diffusée dans la région de Philadelphie par la chaîne de télévision affiliée à WFIL. Le show est bientôt rebaptisé American Bandstand et diffusé à l'échelle nationale par le réseau ABC.

### Dick Clark's New Year's Rockin' Eve
À partir de décembre 1972, Clark produit et anime un show diffusé à l'occasion du réveillon de fin d'année, intitulé Dick Clark's New Year's Rockin' Eve. Les deux premières éditions sont diffusées par le réseau NBC, l'émission passe sur ABC dès 1974. À partir de décembre 2005, elle est coprésentée par Ryan Seacrest[réf. nécessaire].

### Dick Clark Productions
En 1957, il fonde sa société de production. Clark produit des émissions musicales, puis se diversifie dans les jeux télévisés et les cérémonies de remises de prix, dont la soirée des Golden Globes.

## Vie privée
En 2004, Dick Clark révèle au public qu'il souffre d'un diabète de type 2, diagnostiqué dans les années 1990. En décembre 2004, l'animateur est victime d'un accident vasculaire cérébral. En avril 2012, il est hospitalisé au Saint John's Health Center de Santa Monica et meurt des suites d'une crise cardiaque à l'âge de 82 ans.

## Émissions
- ABC 2000 Today, correspondant à Times Square
- American Bandstand, présentateur
- The Challengers, présentateur
- It Takes Two, présentateur (1997)
- The Krypton Factor, présentateur (1981)
- Missing Links, présentateur (1964)
- Miss Teen USA, présentateur (1988, 1991–1993)
- Miss Universe, présentateur (1990–1993)
- Miss USA, présentateur (1989–1993)
- Dick Clark's New Year's Rockin' Eve, présentateur (1972–2004), coprésentateur (2006–2012), producteur
- The Object Is, présentateur (1963–1964)
- Pyramid, présentateur (1973-1988)
- The Saturday Night Beech-Nut Show, présentateur (1958–1960)
- Scattergories, présentateur
- Bloopers, coprésentateur et producteur
- Winning Lines, présentateur

## Distinctions

### Récompenses
- Emmy Awards (1979, 1983, 1985 et 1986)
- Daytime Emmy Award pour l'ensemble de sa carrière (1994)
- Peabody Award (1999)